# Leviticus (musikgrupp)
Leviticus är ett hårdrockband med kristna värderingar som bildades i Skövde 1981 av originalmedlemmarna Björn Stigsson (gitarr och tauruspedal), Kjell Andersson (trummor) och Håkan Andersson (sång, bas och tauruspedal). Lennart Wrigholm skriver i tidningen Äntligen att Mark Putterford I den internationella hårdrockstidningen Kerrang! utnämnde albumet The Strongest Power till “One of the best records of the year” och Göteborgs Posten skrev att Leviticus i och med denna skiva tillhörde toppositionen internationellt när det gällde svenska hårdrockband tillsammans med Europe.
Efter denna skiva på engelska lämnade Håkan Andersson bandet och ersattes av Ez Gomér (bas) och Terry Haw (sång). De nya medlemmarna anslöt endast två veckor innan en turné i Norge. Denna sättning spelade sedermera in Setting Fire to the Earth, som producerades av Peo Pettersson. 
Efter att även denna sättning splittrats så spelade gitarristen Björn Stigsson in en soloskiva, Together with Friends. Bland andra medverkade Harry K. Cody från Shotgun Messiah på gitarr, hans band kom senare att få ett kommersiellt genomslag i USA. Peo Pettersson och Sonny Larsson från Motherlode delade på sången på soloskivan. Under en period, 1987-1988, var Sonny Larsson officiellt sångare i Leviticus, han har dock aldrig spelat in någon studioskiva med bandet. Håkan Andersson återkom också som basist under denna period.
I och med Knights of Heaven ändrade Leviticus drastiskt musikstil, från heavy metal till melodiös AOR. Skivan spelades in både i Göteborg och Los Angeles av producenterna John och Dino Elefante. John Elefante är känd som sångare i Kansas. Peo Pettersson var nu permanent sångare i Leviticus och Nicklas Franklin var bandets basist. 
Leviticus har återförenats vid ett flertal tillfällen, den första gången var 2003 då man spelade på Bobfest i Linköping och gav ut en live-CD och DVD. Man gjorde även en festivalspelning samma år i Hjo tillsammans med In Flames. Andra gången man återförenades var för en jubileumskonsert på Valhall i Skövde den 7 maj 2011. Då spelade originaluppsättningen från 80-talet, förstärkta av Niklas Edberger på keyboards och Peo Pettersson på sång. Bandet spelade samma år på festivalen Nordicfest i Norge. I maj 2012 var bandet headline på arrangemanget Rock för Guds skull i Örebro.
Efter att Leviticus tog en paus i början av 1990-talet gick gitarristen Björn Stigsson vidare i bandet XT med Sonny Larsson på sång. Stigsson arbetar även som producent i egen studio och har jobbat ihop med Jessica Andersson, A-teens och Rednex. Ez Gomér och Terry Haw bildade Jet Circus som uppnådde viss framgång i USA. Peo Pettersson har givit ut flera soloskivor och spelar i olika typer av musik i olika konstellationer, bl.a. med grupperna Sinisis, Kings and Dreams, och det tidigare bandet Axia.

## Turnéer
Leviticus turnerade i Europa under andra halvan av 1980-talet och var förband åt bland andra Twisted Sister, Uriah Heep och Nazareth. Man spelade på Greenbeltfestivalen i Storbritannien tre gånger, 1984, 1985 och 1987. Man spelade också på två galor på Scandinavium i Göteborg, 1985 och 1987. Den sista spelningen spelades in och sändes av Sveriges Television. I början av 1988 turnerade Leviticus igen i Sverige och i april återvände de till Storbritannien. Deras första USA-turné gick av stapeln i augusti 1988, när de öppnade för Larry Norman och spelade som hans kompband. Under hösten det året turnerade de i två månader runt om i hela Europa tillsammans med Bloodgood och avslutade året spelar den Ennepetal Christmas Rock Night festival i Tyskland för andra gången. 1989 turnerade Leviticus i Australien och avslutade året med två turnéer bakom järnridån i dåvarande Sovjetunionen. 1990 turnerade bandet i USA och Kanada.

## Medlemmar
Nuvarande medlemmar
- Björn Stigsson – gitarr (1981–1990, 2003– )
- Kjell Andersson – trummor (1981–1990, 2003– )
- Nicklas Franklin – basgitarr (1988–1990, 2003– )
- Peo Pettersson – sång (1989–1990, 2003– )
- Niklas Edberger – keyboard (2003– )

Tidigare medlemmar
- Sven "Ez" Gomér – basgitarr (1986–1987)
- Terje "Terry Haw" Hjortander – sång (1986–1987)
- Håkan Andersson – basgitarr, sång (1981–1986), basgitarr (1987–1988)
- Sonny Larsson – sång (1987–1988)

## Diskografi
Studioalbum
- Jag skall segra! (LP 1983)
- I Shall Conquer (LP 1984) (engelskspråkig version av Jag skall segra!)[7]
- The Strongest Power (LP 1985)
- Setting Fire to the Earth (LP 1987)
- Knights of Heaven (LP 1989)

Livealbum
- Live at Bobfest (CD 2003)

EP
- Stå och titta på (12" vinyl 1982)

Singlar
- "Let Me Fight" (12" vinyl 1984)
- "Love Is Love" (7" vinyl 1987)
- "Born Again" (7" vinyl 1989)

Samlingsalbum
- The Best of Leviticus (CD 1994)
- 35 Years Anniversary - In His Service (4CD + DVD 2016)